# بيل مور
بيل مور (بالإنجليزية: Bill Moore)‏ (1 يناير 1913 في المملكة المتحدة - 1 يناير 1982 في المملكة المتحدة) هو مدرب كرة قدم ولاعب كرة قدم بريطاني (وحمل سابقاً جنسية المملكة المتحدة لبريطانيا العظمى وأيرلندا) في مركز الدفاع. لعب مع ستوك سيتي ونادي مانسفيلد تاون.